# Siracusa (Adelsgeschlecht)

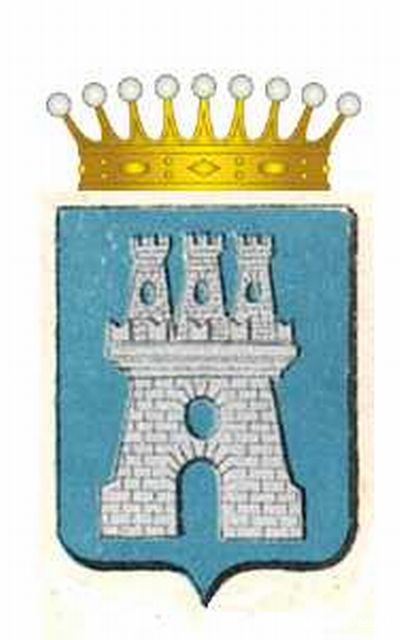
Familienwappen

Die Familie Siracusa (spanischer Zweig de Zaragoza) stammt aus Spanien.
Sie ist erstmals 1118 in der Stadt Saragossa als ein Zweig der Familie Béarn aus dem Roussellon dokumentiert. Gaston IV. (Béarn), der am 1. Kreuzzug teilgenommen hatte, befreite die Stadt Zaragoza von den Mauren und erhielt den Titel Herr von Zaragoza. Seitdem nennt sich ein Zweig der Familie de Zaragoza. Thomas Zaragoza kam mit Peter III 1283 (sizilianische Vesper) nach Sizilien und wurde dort mit der Baronie Vizzini belehnt, wie im Adohamento von König Federico III zu lesen ist. Antonio Zaragoza wurde 1319 als Botschafter des Herzogtums Athen zum König Friedrich III von Sizilien entsandt. Womöglich waren die ersten Zaragoza auf Sizilien Mitglieder der Katalanischen Kompanien (Almogàvers).
Pedro Zaragoza war bis 1333 Gouverneur der Insel Djerba im Auftrag von König Friedrich von Sizilien. Zurita berichtet in seiner Annales:
„Die Kapitäne der Galeren aus Genua verkauften die erbeuteten Waffen den Mauren und kehrten zu König Robert zurück und Don Ramon(de Peralta) als er feststellte, daß die Burg nicht zu halten war,verließ er die Insel und kehrte nach Sizilien zurück. Die Burginsassen blieben ohne Hoffnung auf Hilfe. Alsbald stürmten die Mauren der Insel die Burg, und nach erbittertem Kampf drangen sie ein und töteten die meisten der Insassen und steinigten mosén Pedro Zaragoza, den König Friedrich (III von Sizilien) als Hauptmann und Gouverneur hielt, sowie einen seiner Söhne [...]“.
Im Laufe der Jahrhunderte besaß die Familie die Lehen Collesano, Cassaro, Xiridia, Monastero und andere. Gaparo Siracusa erhielt am 11. August 1498 von König Friedrich die Stadt Lagonegro. Jordanus Siracusa war Baron der Stadt Casacalenda.
Der Hauptzweig der Familie lebte ursprünglich in der Stadt Noto. Mitglieder dieses Zweiges waren Pietro und seine Frau Margarita Siracusa, Baronin von Cassaro, die zu den Vorfahren der Königin Paola von Belgien, geborene Ruffo di Calabria zählen.
Die Familie beteiligte sich aktiv an der hundertjährigen Fehde zwischen der Familie Perollo und den Grafen von Luna, die unter anderem als Caso di Sciacca in die Geschichte eingegangen ist. Infolge dieses Gemetzels zog ein Teil der Familie nach Palermo.
Antonio Siracusa war Regent des Consejo Supremo de Italia. Carlo Siracusa war Ritter des Alcántaraordens und Ottavio Siracusa, Ritter des Santiagoordens, erbte von seinem Onkel Ottavio Corsetto die Titel Herzog von Casteldimirto, Graf von Villalta und Baron von Xiaccati. Das Herzogtum Casteldimirto ging später auf dem Erbweg an die Nachkommen seiner Schwester Orietta, aus der Familie Stella, später Bonagia.
Aus der Familie Siracusa aus Sciacca stammt auch die Baronin Eufrosia Siracusa Valdaura, die wegen ihrer tragischen Liebesbeziehung mit dem Vizekönig Marcantonio Colonna in die Legenden Siziliens eingegangen ist und Natoli zu seinem Roman „La Dama tragica“ inspirierte. Ihre Geschichte wird auch von Sciascia im Roman „Das weinfarbene Meer“ beschrieben.
Das Familien-Wappen ist blau mit einer dreiturmigen silbernen Burg und einer Baronenkrone.